# 我生命中的女人 (2001年电影)
《我生命中的女人》（西班牙語：La mujer de mi vida）是一部2001年西班牙剧情片，由安东尼奥·德尔雷阿尔执导。

## 剧情
拉姆，一个成功的电影制片人，以自我为中心，只对金钱和女人感兴趣。在他的最新电影获得哥雅獎后不久，他得知他的朋友艾利克，一个被遗忘的演员，正在经历一段艰难的日子，需要帮助。他联系了芭比，一个无证的秘鲁女服务员，她工作的贫民窟让艾利克感到不适。拉姆被这个女孩迷住了，决定解决她的问题，让她嫁给艾利克。